# Alfred de Dreux
Pierre-Alfred Dedreux, dit Alfred de Dreux, né et mort à Paris (23 mars 1810 - 5 mars 1860) est un peintre portraitiste et animalier français qui s'est spécialisé dans la représentation du cheval. On lui doit des lithographies.

## Biographie
Pierre Alfred est le premier enfant et seul fils de Pierre Anne Dedreux (1788-1834), architecte, et Élisabeth-Adélaïde Colin (ou Collin) (1785-1874), installés 9 rue Taitbout.
Ses deux sœurs Thérèse Élisabeth dite Élise (1812-1846) et Louise Marie Anaïs dite Louise (1824-1891) épouseront Aimé Victor Napoléon Becq de Fouquières. Élise est la mère de Louis Becq de Fouquières.

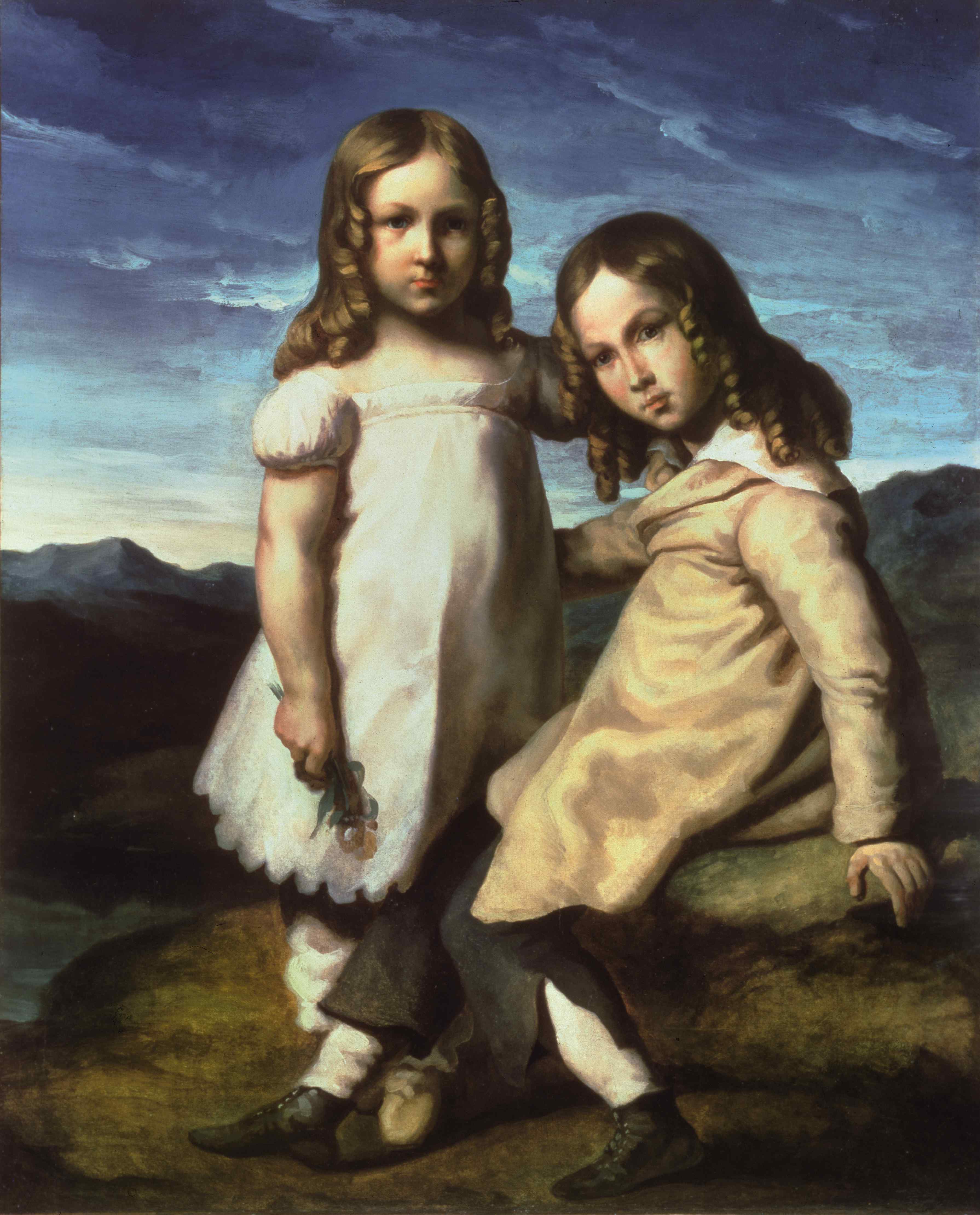
Portrait d'Élise et Alfred Dedreux
Théodore Géricault, 1818 vers
Collection privée

Alfred séjourne quelque temps avec sa famille à la villa Médicis, son père ayant obtenu en 1815 le grand prix de Rome en architecture pour un projet destiné à l'École polytechnique. Théodore Géricault, ami de la famille et lui-même candidat malchanceux au prix de Rome, vient leur rendre visite. Il fera le portrait du jeune Alfred et de sa sœur Élise.
En 1823, poussé par son oncle, le peintre Pierre-Joseph Dedreux-Dorcy (1789-1874), il étudie la peinture auprès de Théodore Géricault puis de Léon Cogniet. Le cheval est déjà son sujet de prédilection, comme en témoignent des croquis d'études de cette époque.
Sa première grande toile date de 1825, il s'agit d'une copie du Mazeppa (1823) de Théodore Géricault.
En 1831, il expose au Salon de Paris pour la première fois. Il y exposera régulièrement jusqu'en 1859. L'année suivante, il exécute un premier portrait équestre du duc d'Orléans (fils de Louis-Philippe Ier) ; Pierre-Joseph Dedreux-Dorcy le recommande à Eugène Isabey ce qui lui permet de travailler dans l'atelier de ce peintre.
En 1842, il reçoit une première commande d’État pour un Portrait équestre du duc d’Orléans et sa garde.
En 1844, il accompagne le roi Louis-Philippe en voyage officiel en Angleterre. À la suite de ce voyage, il fera de nombreux séjours outre-Manche.
En 1848, il suit Louis-Philippe sur la route de l'exil en Angleterre, à Claremont House (Surrey), et se fait apprécier de l'aristocratie anglaise dont il fait de nombreux portraits équestres.
En 1852, il est de retour à Paris, et installe son atelier au 26 de la rue de Douai. Il produit de nombreux portraits équestres de la famille et du cercle de l'empereur Napoléon III. Il retourne fréquemment en Angleterre.
Le 16 août 1857, il est nommé chevalier de la Légion d'honneur. À cette époque, il partage son atelier avec Paul Gavarni.
Il meurt le 5 mars 1860, d'un abcès au foie, mal dont il souffrait depuis un séjour en Angleterre, comme l'atteste une lettre du 17 juillet 1860 de sa seconde sœur Louise Becq de Fouquières à Georges-Hippolyte Géricault, fils naturel de Théodore Géricault, et comme l'atteste également Maxime du Camp. Une rumeur a laissé croire qu'il avait été tué dans un duel par le comte Fleury, aide de camp de l'empereur. La rumeur s'est imposée au point d'être racontée, presque cent ans plus tard, par le petit-neveu d'Alfred de Dreux, André de Fouquières, dans son livre de mémoires Cinquante ans de Panache. Il est inhumé au cimetière du Père-Lachaise (9e division), à Paris.
La plupart de ses nombreux dessins lithographiques ont été édités par la Maison Goupil.

## Postérité
C'est un dessin d'Alfred de Dreux, représentant un petit duc attelé, qui est à l'origine du logotype de la marque Hermès, créé en 1945. On le considère aujourd'hui, avec « Ernest Meissonier, Ange Tissier, Adolphe Yvon et Franz Xaver Winterhalter, parmi les peintres que Napoléon III considéra comme les plus doués des serviteurs de la gloire impériale ».

## Œuvres

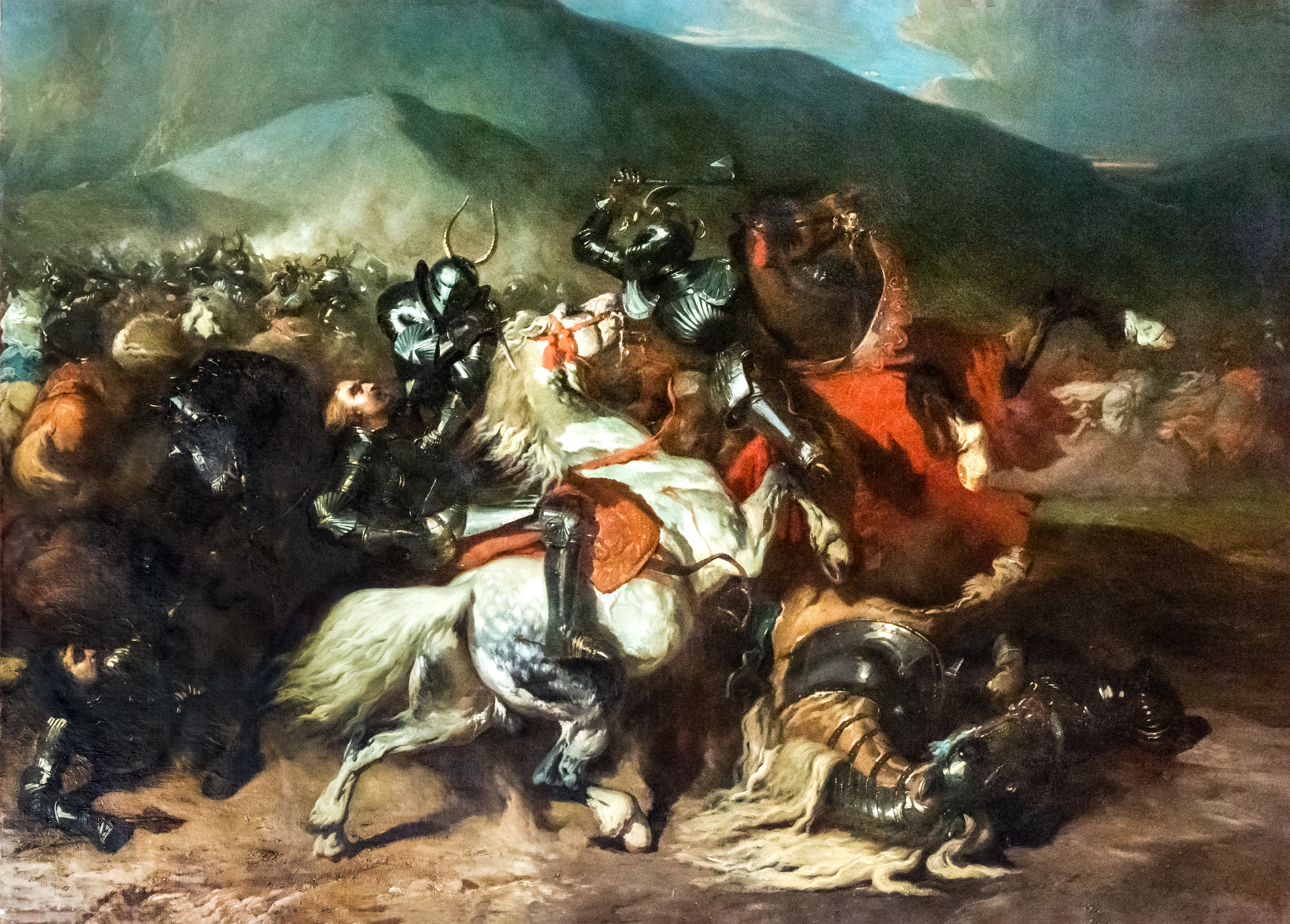
La bataille de Baugé 1839 Musée des Beaux-Arts de Narbonne
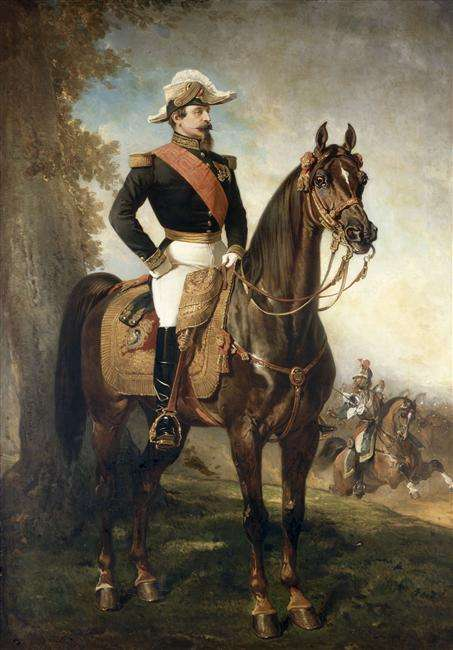
Portrait équestre de Napoléon III (1859), musée de l'Armée, Paris